# Jean Fabre (professeur)
Pour les articles homonymes, voir Jean Fabre et Fabre.
Jean Fabre, né le 13 décembre 1904 à Murat-sur-Vèbre dans le Tarn et mort le 21 août 1975 dans la même ville, est un spécialiste de la littérature française du XVIIIe siècle.

## Biographie
Jean Fabre fait ses études à Albi et Toulouse, entre à l'École normale supérieure et passe l'agrégation. De 1929 à 1939 il enseigne à l'Institut français de Varsovie et à l'université de Varsovie, de 1940 à 1942 au lycée du Parc à Lyon. De 1942 à 1952, il est maître de conférences, puis professeur à l'université de Strasbourg.
Il passe son doctorat d'État en 1949 à la faculté des lettres de Paris avec les deux thèses Stanislas-Auguste Poniatowski et l'Europe des Lumières, Étude de cosmopolitisme (Paris 1952, 1984) et il publie une édition critique du Neveu de Rameau de Diderot avec notes et lexique (Genève 1950). De 1952 à 1969 il est professeur de littérature française du XVIIIe siècle à la Faculté des lettres de Paris. En 1970, il enseigne encore à l'université Yale, en 1973 à l'université de Virginie à Charlottesville.
Il meurt accidentellement piqué par un essaim d'abeilles en 1975.

## Distinctions
- Membre de l'Académie polonaise des sciences (1959)
- Membre correspondant de la British Academy (1970)
- Docteur honoris causa de l'université Adam-Mickiewicz de Poznań (1966)
- Docteur honoris causa de la Vrije Universiteit Brussel (1969)
- Chevalier de la Légion d'honneur

## Ouvrages
- Diderot, Le Neveu de Rameau. Édition critique avec notes et lexique, Genève, 1950, 1963, 1977.
- Racine, Les Plaideurs. Edition commentée et annotée, 1963, Bordas.
- André Chénier : l'homme et l'œuvre, Paris, 1955, 1966.
- Lumières et romantisme : énergie et nostalgie de Rousseau à Mickiewicz, Paris, 1963, 1980.
- L'abbé Prévost et la tradition du roman noir, Aix-en-Provence, 1965.
- L'art de l'analyse dans « La princesse de Clèves », Paris, 1970, 1989.
- Diderot, Œuvres complètes. Édition critique et annotée, publiée sous la direction de Herbert Dieckmann, Jean Fabre et Jacques Proust, Paris, 1975 et années suivantes (après 1975 Jean Varloot a succédé à Jean Fabre)
- Idées sur le roman : de Madame de Lafayette au marquis de Sade, Paris, Klincksieck, coll. « Bibliothèque française et romane. Série C, Études littéraires » (no 69), 1979, 319 p.
- Od Oświecenia do Romantyzmu. Studia i szkice z literatury i kultury polskiej, édition par Krystyna Kasprzak, Varsovie, 1995.